# William Porter
William „Bill“ Franklin Porter II (24. března 1926 Jackson, Michigan – 10. března 2000 Irvine, Kalifornie) byl americký atlet, sprinter, olympijský vítěz v běhu na 110 metrů překážek z roku 1948.

## Sportovní kariéra
V roce 1948 se stal mistrem USA v běhu na 110 metrů překážek a kvalifikoval se v této disciplíně na olympiádu v Londýně. Zde, i přes nepřítomnost nejlepšího překážkáře Harisona Dillarda, získali běžci USA všechny tři medaile. Porter přitom jako vítěz vytvořil nový olympijský rekord časem 13,9 sekundy.